# Дроздецкий, Евгений Иванович
Евгений Иванович Дроздецкий (19 февраля 1905, Санкт-Петербург — 1996, там же) — генерал-майор ВС СССР.

## Биография
Русский. Учился в гимназии (его сестра училась в Смольнинском институте благородных девиц), окончил три класса. После начала революционных событий с семьёй переехал в Саратовскую губернию, где устроился на ферму батраком. В 1928 году вернулся в Ленинград, заступил на военную службу и окончил теоретический курс школы полевой артиллерии, в 1929 году окончил школу зенитной артиллерии. Член ВКП(б) с 1931 года.
По окончании в 1936 году Высшего военного инженерно-артиллерийского училища устроился работать в конструкторское бюро. Участвовал в разработке БМ-13 «Катюша» на Ржевском полигоне в 1937 году, служил начальником отдела. В 1941 году отправлен в город Гроховец на полигон под Горьким, проводил испытания оружия, которое поставлялось на фронт. Работал на Урале, где организовал производство пушек.
С 9 декабря 1951 по 7 декабря 1956 находился в расположении Войска Польского, начальник центрального научно-исследовательского артиллерийского полигона (до 13 ноября 1956 года), организатор нового исследовательского института. Решением Президиума Совета Министров СССР от 9 августа 1956 года произведён в генерал-майоры инженерных войск. По возвращении в СССР работал начальником артиллерийского училища.
С 1960 года — заведующий военной кафедрой технологического института (ныне Военмех). На пенсии с 1964 года.
Супруга — Лидия Александровна Дроздецкая (1908—1982, в девичестве Фролова). Сын — Северин Евгеньевич Дроздецкий.
Награждён орденом Возрождения Польши IV степени (командорский крест, 1956), орденом Ленина, орденом Красного Знамени, орденом Красной Звезды и медалью «За победу над Германией».